# 郭力 (1916年)
郭力（1916年—1976年2月），原名高崇岳，男，直隶（今河北）大城县大高庄子村人，中华人民共和国政治人物，曾任中国第一汽车制造厂首任厂长，中华人民共和国第一机械工业部副部长。

## 生平
从小跟随父亲在东北长大。1932年考入哈尔滨高等工业专科学校，积极参与进步学生运动，于1933年加入中国共产党。1936年因上级党组织遭破坏，失去联系的郭力回到河北老家。1938年7月参加八路军冀中军区第19大队，任2营教导员。1939年春调冀中军区政治部除奸科工作，为便于工作改名郭力，于1940年8月重新加入中国共产党。1945年初任冀中军区兵工管理处处长兼政委。后任晋察冀边区工业部兵工处处长。1948年任华北人民政府公营企业部第15大厂厂长。
1950年4月中央人民政府重工业部正式成立了汽车工业筹备组，中央重工业部专家办公室主任郭力任筹备组主任。1952年4月郭力被任命为初定名长春汽车厂的第一任厂长。1952年12月，饶斌为长春汽车厂厂长主持全局工作并分工主管庞大浩繁的土建工程，郭力改任第一副厂长兼总工程师集中精力进行繁杂的生产准备。1954年初，作为领队兼党支部书记，郭力带领500名实习生赴苏学习。
1959年饶斌升任一机部副部长兼汽车工业管理局局长，郭力接任厂长。1964年刘少奇、邓小平搞托拉斯试点，1964年8月郭力调入一机部，受命在汽车工业管理局的基础上组建中国汽车工业公司，主持起草了《汽车托拉斯的组建报告》，1965年1月任一机部副部长兼中国汽车工业公司经理，主管全国汽车工业。在试点的基础上，北京、南京等地相继成立了汽车分公司，全公司形成了75家直属企业，长春、南京、北京、重庆等分公司，以及全国重点零部件企业的生产、协作和销售网络。“文革”中，郭力受冲击。1968年至1972年初下放五七干校劳动，患上肝炎。1972年春被“解放”，回一机部任原职。在周恩来总理的关怀下，他一边住院治疗一边工作。1976年病故。
1996年郭力逝世20周年，一汽集团出版《中国汽车工业奠基人——郭力纪念文集》，时任总书记、国家主席江泽民题写书名，国务院副总理李岚清作序，国家机械部部长于光远等撰写纪念文章。
夫人张蕙兰：1936年在家乡结婚。